# 21903 Wallace
21903 Wallace este un asteroid din centura principală de asteroizi.

## Descriere
21903 Wallace este un asteroid din centura principală de asteroizi. A fost descoperit pe 10 noiembrie 1999 la Fountain Hills (Arizona) de Charles W. Juels. Asteroidul prezintă o orbită caracterizată de o semiaxă mare de 3,05 ua, o excentricitate de 0,04 și o înclinație de 9,7° în raport cu ecliptica.